# سارا مک‌دنیل
سارا رز مک‌دنیل (به انگلیسی: Sarah Rose McDaniel) یک مدل آمریکایی است. او در نماهنگ ترانه‌‌های مارک رانسون و کوین پارکر با عنوان‌های «Summer Breaking» و «Daffodils» حضور داشت و دختر روی جلد اولین شماره غیر برهنه مجله پلی‌بوی در مارس ۲۰۱۶ بود. 